# FC Tbilisi
Football Club Tbilisi (normalt bare kendt som Tbilisi) var en georgisk fodboldklub fra hovedstaden Tbilisi. Klubben blev grundlagt i 1991 (Olimpi Tbilisi) og ophørt i 2008.

## Historiske slutplaceringer

### Umaglesi Liga
| Sæson   | Niveau | Liga          | Placering | Kilder |
| ------- | ------ | ------------- | --------- | ------ |
| 2003-04 | 1.     | Umaglesi līga | 4.        | [ 1 ]  |
| 2004-05 | 1.     | Umaglesi līga | 2.        | [ 2 ]  |